# Оклопна топовњача
Оклопна топовњача (енгл. armoured gunboat) је мањи ратни брод, малог депласмана и брзине, али снажног артиљеријског наоружања, намењен дејству на копнене циљеве, на рекама и у приобалном подручју.

## Карактеристике
Крајем 19. века, од ранијих парних топовњача развиле су се оклопне топовњаче, повећаног калибра артиљерије и заштићене оклопом (мање депласмана 1.100 т и веће око 1.600 т), за дејство у обалном подручју. Њихова главна артиљерија, калибра 270-305 мм, била је смештена у једноцевној оклопној кули или барбети на прамцу, помоћна, калибра 87-100 мм, на крми, а 2-3 малокалибарска брзометна топа 37 мм на платформама главног јарбола. Неке су имале и 1-3 торпедне цеви - руска Претња (рус. Грозящий, 1890), норвешка Фритхјоф (1895). Оклопни појас, дебљине до 280 мм, протезао се по целој дужини брода, а оклопна палуба, дебљине 70-40 мм, у висини горњег руба оклопног појаса - немачка топовњача Хумел (1881).
Због све веће тенденције јачања артиљеријског наоружања и проширивања оклопне заштите, крајем 19. века веће оклопне топовњаче прерастају у обалску оклопњачу.

## Примери
| Име      | Држава          | Год.  | Депл. (т) | Брз. (чв.) | Погон (КС) | Димензије (м) | Димензије (м) | Димензије (м) | Наоружање (мм)             | Посада | Тип     |
| Име      | Држава          | Год.  | Депл. (т) | Брз. (чв.) | Погон (КС) | Дужина        | Ширина        | Газ           | Наоружање (мм)             | Посада | Тип     |
| -------- | --------------- | ----- | --------- | ---------- | ---------- | ------------- | ------------- | ------------- | -------------------------- | ------ | ------- |
| Hummel   | Немачко царство | 1881. | 1.100     | 7          | 700        | 44            | 11            | 3.3           | 1x305, 2x87                | 88     | оклопна |
|          | Руска Империја  | 1890. | 1.627     | 12         | 2.056      | 72            | 13            | 3.7           | 2x230, 1x150, 2 торп. цеви | 146    | оклопна |
| Frithjof | Норвешка        | 1895. | 1.435     | 15         | 2.780      | 68            | 10            | 4.2           | 2x120, 4x76, 3 торп. цеви  | 164    | оклопна |